# カリスグローバルスクール
| カリス・グロバル・スクール CHARIS GLOBAL SCHOOL | カリス・グロバル・スクール CHARIS GLOBAL SCHOOL          |
| カリスグロバルスクール                          | カリスグロバルスクール                                   |
| 概要                                            | 概要                                                     |
| ----------------------------------------------- | -------------------------------------------------------- |
| 所在地                                          | インドネシア                                             |
| 校訓                                            | Nurturing Global Citizens グローバル市民の育成           |
| 設立年                                          | 2007年                                                   |
| 分類                                            | 私立学校                                                 |
| カテゴリー                                      | ナショナルプラススクール                                 |
| クラス 人数                                     | 平均２０人                                               |
| 生徒対 教師比率                                 | 生徒6 : 教師 1                                           |
| スクールカラー                                  | ライトブルー                                             |
| 校長                                            | アミナ・サリム S.H. 幼稚園～小学校 ルエル・ディワ 中学校 |
| 郵便住所                                        | M.H Thamrin Business Park Kav 135-A Lippo Cikarang       |
| 構成                                            |                                                          |
| 設置校と年間生徒数                              | 保育学校８０人 幼稚園８０人 初等部１５６人 中学部２０人  |

カリス・グローバル・スクール（CHARIS GLOBAL SCHOOL）は、インドネシア共和国、ブカシ市の工業団地「リポチカラン」の周辺にあるナショナル・プラス・スクールである。本校は、リポチカランに住んでいる現地人や駐在員の子弟を対象に2007年に設立された。

## 概略
教育課程は、保育園（Ｎ１～Ｎ２クラス３～４歳）、幼稚園（Ｋ１～Ｋ２クラス５～６歳）、プアイマリーレベル（小学１年生～６年生）によって構成されており 、２０１６年より、セカンダリーレベル（中学７年生～９年生）も増設されている。 　子供の通う学校の生徒ほとんどが現地人、日本人、韓国人、中国人、マレーシア人、インド人等非英語ネイティブスピーカーで構成されている。現在、約７７名のスタッフのうち、５５名が英語専攻の教員からなっている。

## 沿革
- ２００７年 – 保育園・幼稚園開校
- ２００９年 – 小学校（Primary School）開校
- ２００９年 – Charis Global Schoolに名称変更
- ２０１２年 – 新校舎移転
- ２０１６年 – 中等教育学校（Secondary School）の増設

２００７年に幼稚園開校後、本校は急速に成長した。学校名で「国際」との言葉の使用禁止というインドネシア政府の新規制に準拠おり、[3] ２００９年にCharis Global International School から Charis Global Schoolに名称を変更した。リポチカラン・コミュニティーのニーズを満たす為、本校は２０１６年にセカンダリープログラムを増設した。

## カリキュラム
本校は、英語やインドネシア語を基礎とした教育をし、ナショナルカリキュラム とシンガポール教育カリキュラム  を採用している。シンガポール教育キャリクラムについては、数学や、サイエンスや、英語文学等の英語ベースの授業を対象に適用し、ナショナルカリキュラムベースの授業を除くすべての授業を英語で行っている。英語やインドネシア語の他、生徒は、幼稚園から中学校まで中国語を第三言語として学んでいる。

## 施設
教室を含む本校の各部屋はエアコンが付いている。学校の教育施設は学校図書館、サイエンスラボ、コンピュータ室、講堂等からなっている。
体育については、リポチカランが所有しているプールやスポーツ施設を利用している。尚、セキュリティを確保する為、多数の防犯カメラは校舎に設置してある。

## 部活動
部活動もしくはクラブ活動は、いずれも共通の趣味・興味を持つ生徒が集まった団体の活動のこと。
本校は、数多くのクラブ活動がある。
- 学術系
  - 数学 クラブ
  - 中国語 クラブ
  - 英語 クラブ
  - インドネシア語 クラブ
  - サイエンス クラブ
- 技術系
  - ロボット クラブ
- 芸能系・芸系
  - 合唱・音楽 クラブ
- 運動 系
  - 水泳 クラブ
  - バスケットボール クラブ

## 年間活動
本校は、年間学術カレンダーの一部として以下の活動を行っている。
- 入校オリエンテーション
- 学校のリーダーシッププログラム
- 親教師の会議
- 歯科衛生士[5] [6]
- 海外イマージョン・プログラム[7]
- フィールドトリップ
- 独立記念日のお祝い
- 国連デー のお祝い
- 最終プロジェクト

## 特別表彰
| Key | 優勝 | 第２位 | 第３位 | ファイナリスト |

| 年     | レベル | コンペティション                                           | 表彰               |
| ------ | ------ | ---------------------------------------------------------- | ------------------ |
| 2014年 | 小学校 | サカモト数学コンペティション（グループ）                   | ファイナリスト     |
| 2015年 | 小学校 | 英語ストーリーコンテスト                                   | 第２位（１名）     |
| 2015年 | 小学校 | 英語ストーリーコンテスト                                   | 第３位（２名）     |
| 2015年 | 小学校 | MARSHALL CAVENDISH 英語作文コンテスト                      | ファイナリスト     |
| 2015年 | 小学校 | E F ナショナルトライアウト英語コンペティション             | 優勝               |
| 2015年 | 小学校 | アメリカン数学オリンピック（AMO）                          | 第２位（２名）     |
| 2015年 | 小学校 | アメリカン数学オリンピック（AMO）                          | 第３位（３名）     |
| 2015年 | 小学校 | シンガポール・アジア学校数学オリンピック（SASMO）          | 優勝（１名）       |
| 2015年 | 小学校 | シンガポール・アジア学校数学オリンピック（SASMO）          | 第２位（２名）     |
| 2015年 | 小学校 | シンガポール・アジア学校数学オリンピック（SASMO）          | 第３位（４名）     |
| 2016年 | 小学校 | ナショナルサイエンスオリンピック(OSN)                      | ブカシ県大会優勝   |
| 2016年 | 小学校 | ブカシ県 小学校リーディング・ライティング・数学大会        | ファイナリスト     |
| 2016年 | 中学校 | PRESIDENT UNIVERSITY 英語弁論大会                          | 第３位             |
| 2017年 | 小学校 | シンガポール・アジア学校数学オリンピック（SASMO）          | 第２位（２名）     |
| 2017年 | 小学校 | シンガポール・アジア学校数学オリンピック（SASMO）          | 第３位（４名）     |
| 2017年 | 小学校 | ナショナルサイエンスオリンピック(OSN) 数学コンペティション | ブカシ地区大会優勝 |
| 2018年 | 幼稚園 | 全世界数学インビテーショナル(WMI) 《幼稚園》               | 第３位（１名）     |
| 2018年 | 小学校 | 全世界数学インビテーショナル(WMI) 《小学校》               | 第２位（５名）     |
| 2018年 | 小学校 | 全世界数学インビテーショナル(WMI) 《小学校》               | 第３位（３名）     |
| 2018年 | 中学校 | 全世界数学インビテーショナル(WMI) 《中学校》               | 第３位（１名）     |
| 2018年 | 小学   | アジア国際数学オリンピック(AIMO) グレード３～６            | 第１位（１名）     |
| 2018年 | 小学   | アジア国際数学オリンピック(AIMO) グレード３～６            | 第２位（１５名）   |
| 2018年 | 小学   | アジア国際数学オリンピック(AIMO) グレード３～６            | 第３位（４名）     |
| 2018年 | 中学   | アジア国際数学オリンピック(AIMO) グレード７～８            | 第２位（１名）     |
| 2018年 | 中学   | アジア国際数学オリンピック(AIMO) グレード７～８            | 第３位（３名）     |